# Ana Kostovska
Ana Kostovska (makedonska: Ана Костовска), född 4 mars 1963 i Skopje, är en makedonsk sångerska och skådespelerska.
Kostovska blev känd som sångerska i det makedonska elektropopbandet Bastion (1983-1987), som gav ut ett album 1984. Efter att gruppen splittrades 1987 påbörjade hon en solokarriär. Hon har deltagit två gånger i Jugovizija, den jugoslaviska uttagningen till Eurovision Song Contest: 1987 med låten Anuška (femteplats) och 1989 med låten Umesto da se ljubimo (elfteplats).
Kostovska debuterade som skådespelare i kortfilmen Vinovnik 1983. Under 1980-talet hade hon roller i TV-serier som Bušava azbuka (1985), Zvezdite na 42-ta (1987) och i en makedonsk filmatisering av Molières ”Tartuffe” (1988). Under 2000-talet har hon haft framträdande roller i filmer som Jas sum od Titov Veles (2007) och Besa (2009).